# Font de Tricoles
La Font de Tricoles és una font de Batea (Terra Alta) inclosa a l'Inventari del Patrimoni Arquitectònic de Catalunya.

## Descripció
Està situada a pocs metres del camí vell que va des de Gandesa a Batea, per la Creu de Saboya, a la vora mateix del camí que duu al Coll del Moro.
La font està dins una espècie de petit pou amb les parets revestides de carreus i pedra picada. S'hi baixa per uns esglaons que són lloses de pedra encastades a una de les parets.
Actualment aquest espai té poc més de dos metres de fondària, encara que hi ha acumulat sediments i vegetació que no deixen veure el nivell del terra original.
Alguns dels carreus de les parets són de mides considerables, vers els 60 x 60 cm.
Per mitjà d'un passadís soterrani -amb unes mides de 60 cm d'ample per 1,20 d'alt i cobert amb lloses de pedra planes, essent, les parets excavades a la roca o fetes amb murs de pedra- l'aigua de la font circula cap als brancals dels nivells inferiors.

## Història
Està situada a uns centenars de metres del Coll del Moro de Batea, on se suposa que hi ha un poble ibèric dit "del Coll del Moro de Borrasquer", encara per excavar i a on s'han produït moltes troballes a nivell de superfície. Gràcies a la proximitat d'aquest jaciment la gent ha cregut que la font era d'èpoques més remotes del que possiblement és.
El lloc de la font és un dels naixements del barranc del Voraball o del Barball que desguassa a l'Ebre, prop de la muntanya.